# لويس لين مكارثر
لويس لين مكارثر (بالإنجليزية: Lewis Linn McArthur)‏ هو قاضي ومحامي أمريكي، ولد في 18 مارس 1843 في فرجينيا في الولايات المتحدة، وتوفي في 10 مايو 1897 في بورتلاند في الولايات المتحدة.